# Verschuerenorgel Onze-Lieve-Vrouwekapel Leiden

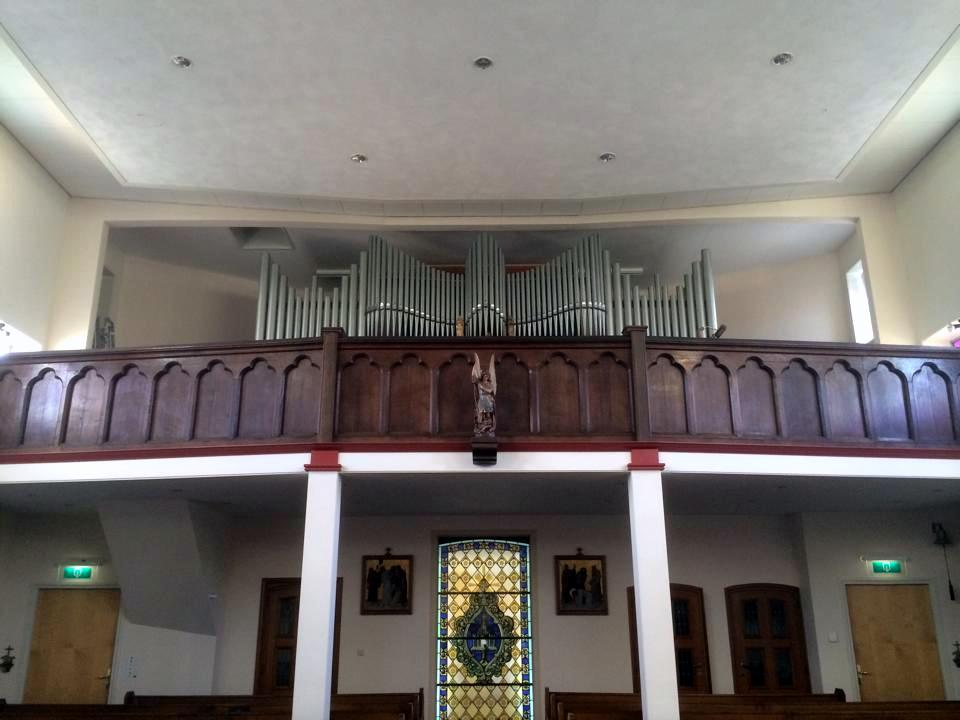
Het Verschuerenorgel

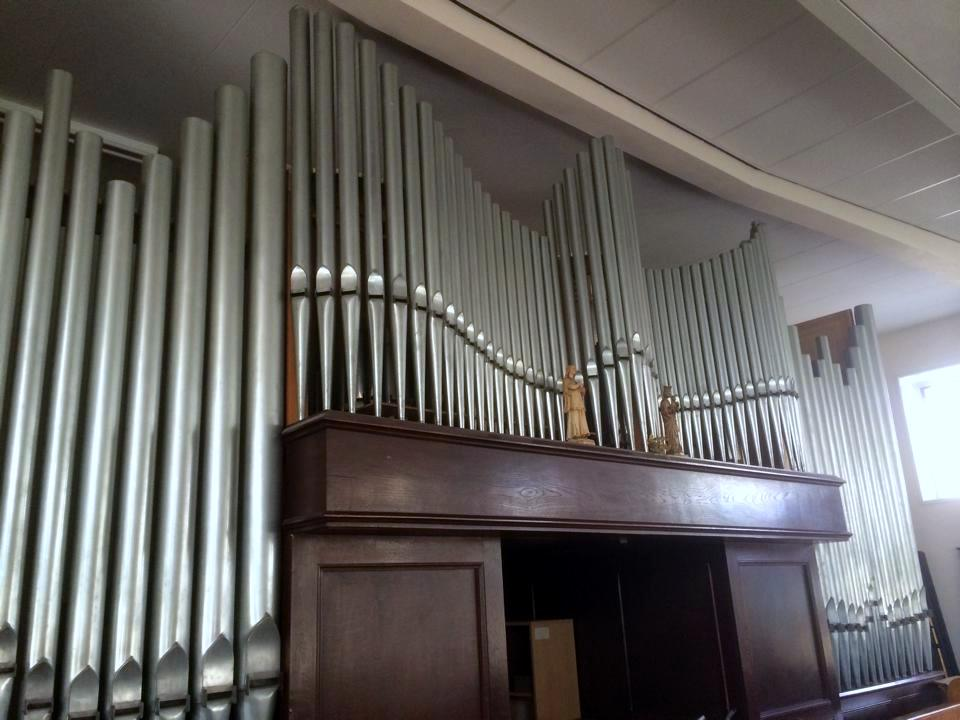
Zicht op het oksaal

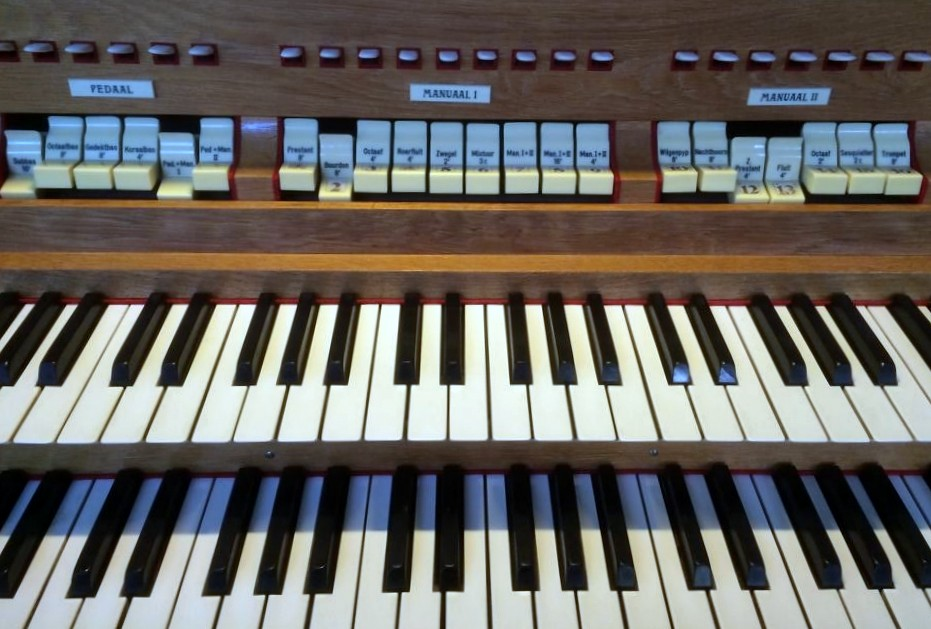
Registers van het orgel

Het Verschuerenorgel van de Onze-Lieve-Vrouwekapel in Leiden, is een tweeklaviersorgel, afkomstig uit Tongeren. Het is een groot orgel in verhouding met de kapel.
Het orgel staat sinds 2012 in de katholieke kapel Onze Lieve Vrouw van de Heilige Rozenkrans. Het is in 1956 gebouwd door Emile Verschueren. Het was bestemd voor een klooster nabij Tongeren. Na sluiting van het klooster heeft de kapel in 2012 het orgel voor een bescheiden prijs gekocht, maar het afbreken en heropbouwen in Leiden door firma Verschueren te Heythuisen kostte een fortuin. Destijds werd de kapel gerenoveerd voor de katholieke liturgie. Het nieuwe orgel werd op 22 september 2012 door bisschop Bernard Fellay ingezegend. Het orgel wordt elke zondag voor de heilige mis van 10:30 bespeeld.

## Dispositie
De dispositie luidt:
| Manuaal I   |     |
| Prestant    | 8'  |
| Bourdon     | 8'  |
| Octaaf      | 4'  |
| Roerfluit   | 4'  |
| Zwegel      | 2'  |
| Mix         | 3r  |
| Man. I + II |     |
| Man. I + II | 16' |
| Man. I + II | 4'  |

| Manuaal II  |    |
| Wilgenpijp  | 8' |
| Nachthoorn  | 8' |
| Z. Prestant | 4' |
| Fluit       | 4' |
| Octaaf      | 2' |
| Sequialter  | 2r |
| Trompet     | 8' |

| Pedaal       |     |
| Subbas       | 16' |
| Octaafbas    | 8'  |
| Gedektbas    | 8'  |
| Koraalbas    | 4'  |
| Ped + Man. 1 |     |
| Ped + Man. 2 |     |

- Koppelingen: Manuaal I - Manuaal II, Manuaal I - Manuaal II 16´, Manuaal I - Manuaal II 4´, Pedaal - Manuaal I, Pedaal - Manuaal II.
- Speelhulpen: Tremolo, 8 vaste combinaties (pp tot tutti), Tongwerken af, Registerzweller.